# Bassambily
Bassambily est une commune rurale située dans le département de Tibga de la province du Gourma dans la région de l'Est au Burkina Faso.

## Géographie
Bassambily est situé à 10 km au Nord-Est de Tibga et à 6,5 km au Sud-Est de Dianga.

## Santé et éducation
Le centre de soins le plus proche de Bassambily est le centre de santé et de promotion sociale (CSPS) de Dianga.